# Focke-Wulf Fw 58

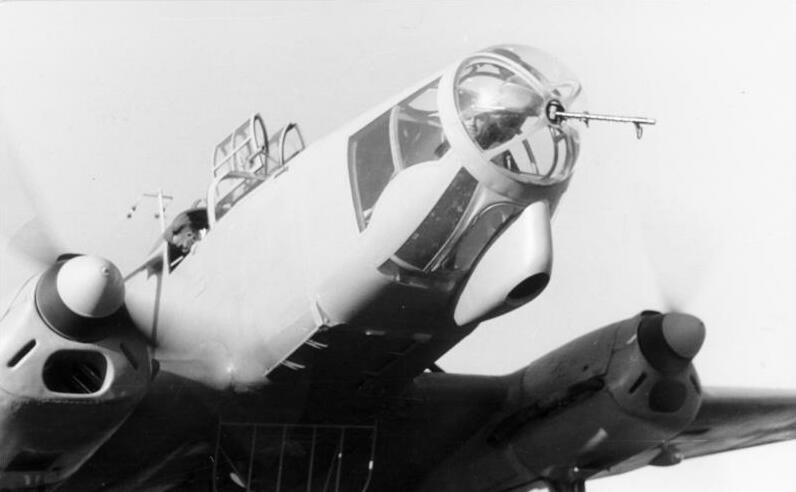
Un Fw 58 in Russia, gennaio 1942.

Il Focke-Wulf Fw 58 Weihe (albanella in lingua tedesca) fu un bimotore ad ala bassa a semisbalzo multiruolo prodotto essenzialmente dall'azienda tedesca Focke-Wulf Flugzeugbau AG negli anni trenta.
Sebbene progettato a scopi militari, essenzialmente come aereo da addestramento avanzato utilizzato nelle scuole di volo della Luftwaffe ma anche come aereo da trasporto leggero ed aeroambulanza, ne venne prodotta una versione civile di linea.

## Storia del progetto
L'Fw 58 fu realizzato dalla Focke-Wulf Flugzeugwerke AG nel 1935 su progetto dell'ing. Kurt Tank, per soddisfare una specifica richiesta del Reichsluftfahrtministerium di dotare le scuole di volo della Luftwaffe di un aereo da addestramento avanzato. Lo scopo era di creare un velivolo dotato di doppi comandi capace di istruire i piloti all'uso di un bimotore e di postazioni per la preparazione dei mitraglieri. Successivamente, con la versione C, venne impiegato anche istruire gli operatori nell'uso dei radar di navigazione e per il volo cieco e notturno.

## Tecnica
Il velivolo era a costruzione mista, con la fusoliera realizzata in tubi d'acciaio saldati e ricoperta da pannelli in duralluminio e legno. Questa presentava una cabina di pilotaggio chiusa a due posti affiancati e, nelle versioni militari di due abitacoli aperti, entrambi dotati di mitragliatrici MG 15 da 7,92 mm, uno in posizione dorsale ed uno posizionato sul muso. Successivamente quest'ultimo venne integrato nella fusoliera grazie ad un muso vetrato che aumentò la penetrazione aerodinamica del velivolo. Nelle versioni civili la fusoliera era completamente chiusa ed muso vetrato era sostituito da un muso convenzionale.
L'ala era bassa, con una configurazione moderatamente ad ali di gabbiano rovesciate, collegate nella parte centrale alla fusoliera grazie ad una centina (ala a semisbalzo). La parte posteriore terminava in un piano di coda caratterizzata dall'impennaggio ad un'unica deriva e stabilizzatori in posizione alta ed avanzata. Il carrello era triciclo, anteriormente completamente retrattile nelle gondole motore e con un ruotino fisso posteriore.
La motorizzazione era affidata ad una coppia di Argus As 10C, un otto cilindri a V rovesciata di 90°, della potenza di 240 CV (180 kW) ciascuno, i quali erano dotati di due eliche bipale in legno. L'accensione era affidata ad un impianto di aria compressa o tramite azionamento manuale. In alternativa all'Argus era previsto l'utilizzo del similare Hirth HM 508D.

## Impiego operativo

### Civile
La versione civile, la Fw 58 D-1, era in grado di trasportare 6 passeggeri. Realizzata in 4 esemplari venne acquisita nel 1938/1929 dalla compagnia aerea Deutsche LuftHansa ed impiegata su rotte a medio raggio.
La Svezia acquistò quattro esemplari versione Fw 58 C, redesignati localmente P 6, per essere utilizzati dal Rikets allmänna kartverk (ora Lantmäteriet), l'allora dipartimento cartografico nazionale, per la fotografia aerea del territorio. Benché fossero stati registrati con marche civili, SE-KAA, -KAB, -KAC e –KAD, erano condotti da piloti militari e portavano i contrassegni della Svenska Flygvapnet. L'ultimo esemplare rimase in servizio fino al 1959.

## Versioni
(lista non completa)
Fw 58 V1
primo prototipo
Fw 58 V2
prototipo
Fw 58 V3
D-ABUO (W.Nr.000802); prototipo della versione A militare con abitacolo aperto sul muso dotato di MG 15 per il mitragliere.
Fw 58 V4
prototipo della versione B.
Fw 58 A-0
versione passeggeri.
Fw 58 A-1
versione per l'addestramento al volo cieco.
Fw 58 B-0
D-AHOT; modello di preserie della versione B.
Fw 58 B-1
versione di produzione in serie, da addestramento, da collegamento ed autoambulanza.
Fw 58 B-2
versione con muso vetrato e dotato di mitragliatrici MG 15 da 7,92 mm nel muso e nell'abitacolo dorsale per l'addestramento al tiro.
Fw 58 C
versione di serie introdotta nel 1938, dotata di motorizzazione Argus As 10C o Hirth HM 508D da 260 CV da cui vennero sviluppate quattro sottoversioni nel 1939.
Fw 58 C-1
Fw 58 C-2
Fw 58 C-3
D-AZFA; versione idrovolante.
Fw 58 C-4
Fw 58 D-1
versione civile da trasporto passeggeri.
Fw 58 E-1
versione da collegamento ognitempo.
Fw 58 E-2
versione da collegamento ognitempo dotata di carrello con pattini invernali.
Fw 58 E-3
versione "auxiliary" (?) multiruolo.
Fw 58 F
versione passeggeri.
Fw 58 G
versione aeroambulanza equipaggiato con un apposito portellone laterale per il carico e lo scarico di barelle.
Fw 58 H
prototipo sperimentale.
Fw 58 J
prototipo sperimentale.
Fw 58 K
versione da esportazione.
Fw 58 W
versione idrovolante a scarponi.

### Produzione su licenza
Brasile
Fábrica do Galeão
25 esemplari di Fw 58 B-2 denominati AT-Fw-1530

## Utilizzatori

### Militari
Argentina
- Servicio Aéronautico del Ejército

operò dal 1936 al 1941 con 3 esemplari nel ruolo di aereo da ricognizione.
 Austria
- Luftwaffen Kommando Österreich

 Brasile
- Serviço de Aviação Militar (AvM)

 Bulgaria
- Vazhdushnite na Negovo Velichestvo Voiski

operò con 8 esemplari versioni Fw 58 B-1/E-1, designati localmente "Gulub", acquisiti dal 1937 al 1939 e rimasti in servizio fino alla fine degli anni quaranta.
 Cina
 Cecoslovacchia
- Češkoslovenske Vojenske Letectvo

dopo il termine della seconda guerra mondiale gli esemplari ancora operativi della precedente Slovenské vzdušné zbrane vennero acquisiti dall'aeronautica militare cecoslovacca.
 Croazia
- Zrakoplovstvo Nezavisne Države Hrvatske

 Finlandia
- Suomen ilmavoimat

operò con un esemplare ex Luftwaffe, marche NH+OI, utilizzato nel periodo 1943-1944. Consegnato all'Unione Sovietica venne presumibilmente distrutto.
 Germania
- Luftwaffe

 Paesi Bassi
 Polonia
 Slovacchia
- Slovenské vzdušné zbrane

 Romania
- Forțele Aeriene Regale ale României

 Svezia
- Svenska Flygvapnet

operò con 4 esemplari con contrassegni civili ma gestiti dall'aeronautica militare.
 Turchia
- Türk Hava Kuvvetleri

 Ungheria
- Magyar Királyi Honvéd Légierő

 Unione Sovietica
- Sovetskie Voenno-vozdušnye sily (1 velivolo preda di guerra)

### Civili
Germania
- Deutsche LuftHansa

## Esemplari attualmente esistenti
L'unico esemplare integro arrivato ai nostri giorni è quello esposto al Museu Aeroespacial di Rio de Janeiro; si tratta di uno degli esemplari costruiti su licenza in Brasile ed utilizzati nell'allora Serviço de Aviação Militar.
Esiste almeno un relitto semicompleto di un esemplare tedesco, marche TD+QE, ritrovato nel fondo del Lago del Bourget, Francia. Un altro, è attualmente immagazzinato in attesa di restauro al Norsk Luftfartsmuseum di Bodø, in Norvegia.